# 川口竿
川口竿（かわぐちさお）とは、竹で作られる和竿の中で、埼玉県川口市の青木地区で作られる竿の名称である。

## 川口竿の歴史
18世紀の川口は芝川沿いに良質の布袋竹が自生していた。また川口は江戸という一大消費地のすぐ北に位置したことから、農家の副業として竹竿作りが始まった。
19世紀に入り、江戸和竿の継ぎ竿の技術が伝わり、現在の川口竿の原型が出来上がった。

### 江戸和竿との違い
一般的に江戸和竿と比べると川口竿は安価で流通量が多いなどの特徴があるが、川口竿と江戸和竿に明確な違いは無い。
現存するもっとも古い江戸和竿の店であるいなり町東作本店が販売する安価な竿の多くは川口竿であることが多い。（角東、丸東は川口竿である） また、江戸和竿師の多くは初代泰地屋東作から枝分かれした系譜を持つのに対し、川口竿は農家の副業から広まったものであるため、個々の竿師毎に独自のルーツを持つことが多い。 しかし、川口竿師の中には江戸和竿師の元で修行して独立したケースもあるため、両者を明確に分けることは困難である。

### 主な川口竿師
- 竿考
- 竿昭
- 正雲竹
- 竿よし